# Vin fiert

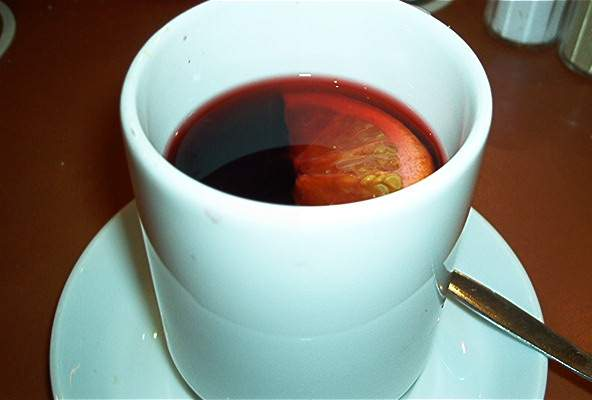
Vin fiert

Vinul fiert sau izvarul este o băutură alcoolică fierbinte, pe bază de vin roșu, încălzită la 75-78 de grade, de cele mai multe ori condimentat cu piper, scorțișoară sau cuișoare și îndulcit cu zahăr. Este folosit în mod tradițional în Austria, Germania, Elveția, Republica Cehă pe piețele de Crăciun și la festivalurile organizate în aer liber. 
Vinul fiert este cea mai populară băutură în Suedia, de unde provine și denumirea de "Glögg".

## Istoria băuturii
Vinul fiert își are rădăcinile în vinurile condimentate cu mirodenii (nu era încălzit) care erau băute în Evul Mediu în țările din Europa de Nord și Europa Centrală. Primele rețete ale unei băuturi aproape de vinul fiert au fost cunoscute în Roma Antică. Băutura a fost făcută pe bază de vin roșu și a fost aromatizată cu galangal.

## Preparare
Pentru prepararea vinului fiert, se potrivește vin roșu sec sau demi-sec. În unele rețete se adaugă coniac sau  rom. Conținutul de alcool conform regulilor stabilite în Germania nu trebuie să fie mai mic de 7%. Există două modalități principale de a găti vin fiert:
- Fără apă:

Vinul fiert se prepară prin încălzirea vinului (70 ~ 78 ° C) împreună cu zahăr și condimente. Încălzirea se efectuează la foc mediu, cu agitare ocazională, după care trebuie lăsat sub capac timp de 40-50 de minute, aroma condimentelor se desfășoară treptat. Vinul nu trebuie să ajungă la temperatura de fierbere. Condimentele este bine să fie folosite nemăcinate, în caz contrar, nu va fi posibil de filtrat băutura. Ca regulă, se adaugă scorțișoară, cuișoare, coajă de lămâie, miere, ghimbir, piper negru, frunză de dafin,  mere, stafide, nuci.
- Cu apă:

Într-un vas, se fierbe apa în proporție de 150-200 ml per litru de vin împreună cu condimente. Condimentele se fierb puțin în apă, astfel încât să-și emane uleiurile esențiale parfumate. După aceasta se adaugă zahăr sau miere. Numai la final se adaugă vinul.
La fel ca în primul caz, vinul fiert nu poate fi niciodată adus până la  fierbere. Când se fierbe, își pierde imediat gustul și o mare parte din conținutul de alcool. De îndată ce spuma albă a dispărut de pe suprafața vinului, este necesar să luat vasul de la foc.
Această băutură se servește din căni sau din pahare înalte din sticlă groasă, cu mâner mare și confortabil.